# Rais
El rais (del árabe, رئیس raʾīs ‘jefe, líder’, y este de رأس raʾs ‘cabeza’), arráez o arrayaz (del árabe andalusí arráyis, y este del árabe رئیس raʾīs ‘jefe, líder’), es el título usado para referirse a los jefes de Estado del mundo árabe; la variante turco-otomana «reis» era usada para referirse a los diferentes dignatarios del Imperio otomano, siendo el cargo más conocido el de reis efendi —actualmente el cargo de ministro de Asuntos Exteriores es su homólogo más cercano—.
Por antonomasia, «rais» también es el título que se aplica al presidente de la República Árabe de Egipto. La jefatura o mandato del rais se llama riʾāsa (رِئَاسَة) en árabe. Además, «rais» puede usarse como un laqab honorífico en el nombre de una persona.
En los países del África Oriental de habla suajili, la palabra «rais» también designa a quien desempeña el cargo de presidente. Este vocablo llegó al urdu por influjo del persa, y se aplicaba a los miembros de la aristocracia por contraposición al «nuevo rico», es decir, al individuo cuyo ascenso en la escala social se debe a la prosperidad material alcanzada en vida. En amárico, el ras (que tiene su origen en la misma raíz triconsonántica semítica <r-ʾ-s>) era el exponente político y militar más importante de una región, sometida en la época imperial únicamente al emperador de Etiopía.
En la actualidad, el término «rais» se ha utilizado en los medios de comunicación de Occidente, con la connotación de dictador, para referirse a dictadores y líderes políticos de la zona del Magreb y el Oriente Medio, como sucedió con Ṣaddām Ḥusayn de Irak, Ḥusnī Mubārak de Egipto o Muamar el Gadafi de Libia.

## Etimología
La voz «rais» proviene del árabe, رئیس raʾīs ‘jefe, líder’, este de رأس raʾs ‘cabeza’, este de la raíz ر ء س r-ʾ-s, de رَأَسَ raʾasa ‘estar a la cabeza’, y estos del protosemítico *raʔš-.

### Ortografía y gramática

#### En español
La voz «rais» en español es invariable y puede usarse tanto para el masculino como para el femenino.

#### En árabe
En árabe, la voz رئیس raʾīs es masculina, su variante femenina es رَئِيسَة raʾīsa; su plural masculino es رُؤَسَاء ruʾasāʾ y su plural femenino es رَئِيسَات raʾīsāt.

#### En suajili
En suajili, el plural es marais.

## Mundo árabe
Actualmente, este término designa a un líder político, generalmente un jefe de Estado, en el mundo árabe; dicho término se suele traducir en castellano como «presidente»:
- رئيس الجمهورية raʾīs al-jumhūrīya ‘presidente de la República’
- نائب الرئيس nāʾib al-raʾīs ‘vicepresidente’

### Argelia

Mundo árabe

En Argelia, los capitanes de los buques de guerra de la Regencia de Argel durante la época otomana se denominaban «rais» y gozaban de una gran autonomía.

### Irán
Durante la época selyúcida, se estableció un cargo llamado «rais» en el sur de Irán. El rais era considerado el representante oficial de la gente de la región, tribu, gremio o barrio en el gobierno local y tenía poderes más amplios que el comisario o kalântar de la época safávida. Durante la época safávida, se abandonó el cargo de rais de la dinastía selyúcida y se estableció en su lugar un nuevo cargo llamado «kalântar». En la actualidad, el título de «rais» en las regiones nómadas del sur de Irán es un recordatorio de esta construcción política de la época selyúcida.

### Palestina
En el árabe de Palestina, los palestinos suelen añadir el adjetivo عظيم ʿaẓīm ‘grande’ a la palabra رئیس raʾīs ‘rais’ para denominar al presidente de la Autoridad Nacional Palestina. Asimismo, este y el término hebreo יוֹשֵׁב רֹאשׁ yašev rōš ‘presidente del consejo de administración’, son utilizados por los medios de comunicación israelíes para referirse al presidente de la Autoridad Nacional Palestina, evitando así el uso de נָשִׂיא naśiʾ ‘presidente’.
En un artículo de opinión de The New York Times, el comentarista Bret Stephens se refirió al difunto líder y primer presidente palestino Yāsir ʿArafāt como «el rais» (the rais).

## Congo-Kinsasa
En la República Democrática del Congo, el título «rais» (en francés, raïs) se usa informalmente para referirse al expresidente congoleño Joseph Kabila. Este título informal se citó por primera vez en el concierto musical del músico JB Mpiana y desde entonces se ha convertido en la personalización de Joseph Kabila.

## Jerusalén
En el antiguo Reino de Jerusalén, los rais eran los jefes de la comunidad musulmana, eran una especie de vasallos del noble propietario de la tierra en la que vivía, pero como de hecho los nobles cruzados eran terratenientes absentistas, el rais y su comunidad tenían un alto grado de autonomía. Cultivaban alimentos para los cruzados, pero no estaban obligados a un servicio militar como los vasallos europeos.

## Raj británico
En el Raj británico, la nobleza terrateniente de las sociedades musulmanas solía utilizar el término «rais» para describir la posición aristocrática que ocupaban en la sociedad. Los musulmanes también usaban a menudo el término «rais» al hacer escrituras de donaciones en su comunidad. Aunque la palabra significa ‘jefe’ o ‘líder’, los documentos legales la usaban en el contexto de ‘propietario’ o ‘terrateniente’. Otros términos como «m’alik» o «zamīndār» (persa, زمیندار; hindi, ज़मींदार) también aparecían como ‘propietario’, ‘terrateniente’ o ‘recaudador de impuestos’, aunque estos títulos implicaban que el individuo que los portaba era más gobernante que propietario.
Sin embargo, al describir cualquier aspecto de la gestión de sus propiedades, los rais o zamīndār empleaban terminología regia. El rais se sentaba en un trono. El riayat, a quien los británicos prefería llamarle arrendatario o cultivador, era en realidad un súbdito. Cuando un rais se reunía con su riayat, se describía a sí mismo como un tribunal o darabāra (दरबार). El dinero que el riayat paga a su señor es un tributo o najrāṇā (नज़राना), no una renta. El lugar donde pagaba el tributo se llamaba kachari, al igual que una oficina de ingresos del gobierno, y los empleados que recaudaban, llevaban cuentas y se aseguraban de que los tributos siguieran llegando a tiempo eran conocidos por sus estilos cortesanos mongoles.

## Lista de países que usan el título «rais»
| Bandera | Escudo | Estado                                           | Título oficial en árabe                                                                                      | Título oficial en español                                                   |
| ------- | ------ | ------------------------------------------------ | --- | --------------------------------------------------------------------------- |
|         |        | Argelia República Argelina Democrática y Popular | رئيس الجمهورية الجزائرية الديمقراطية الشعبية raʾīs al-Jumhūriyya al-Jazāʾiriyya☃☃ad-Dīmuqrāṭiyya aš‑Šaʿbiyya | Presidente de la República Argelina Democrática y Popular                   |
|         |        | Chad República del Chad                          | رئيس جمهورية تشاد raʾīs Jumhūriyyat Tšād                                                                     | Presidente de la República del Chad                                         |
|         |        | Comoras Unión de las Comoras                     | رئيس اتحاد جزر القمر raʾīs al-Ittiḥād al-Qamarī                                                              | Presidente de la Unión de las Comoras                                       |
|         |        | Egipto República Árabe de Egipto                 | رئيس جمهورية مصر العربية raʾīs Jumhūrīyat Miṣr al-ʻArabīyah                                                  | Presidente de la República Árabe de Egipto                                  |
|         |        | Emiratos Árabes Unidos                           | رئيس دولة الإمارات العربية المتحدة raʾīs al-Imārāt al-‘Arabīya al-Muttaḥida                                  | Presidente de los Emiratos Árabes Unidos                                    |
|         |        | Irak República de Irak                           | رئيس جمهورية العراق (árabe) raʾīs Jumhūriīyet al-ʿIrāq سەرۆک کۆماری عێراق (kurdo) raʾīs Komarî Êraq          | Presidente de la República de Irak                                          |
|         |        | Irán República Islámica de Irán                  | رئیس جمهور جمهوری اسلامی ایران raʾīs Jomhuri-ye Eslâmi-ye Irân                                               | Presidente de la República Islámica de Irán                                 |
|         |        | Líbano República Libanesa                        | رئيس الجمهورية اللبنانية raʾīs al-Jumhūrīyah al-Lubnānīyah                                                   | Presidente de la República Libanesa                                         |
|         |        | Libia Estado de Libia                            | رئيس المجلس الرئاسي دولة ليبيا raʾīs al-Majlis al-Riʾāsiyy Dawlat Lībiyā                                     | Presidente del Consejo Presidencial del Estado de Libia                     |
|         |        | Mauritania República Islámica de Mauritania      | رئيس الجمهورية الإسلامية الموريتانية raʾīs al-Ŷumhūrīya al-Islāmīya al-Mawrītānīya                           | Presidente de la República Islámica de Mauritania                           |
|         |        | Palestina Estado de Palestina                    | رئيس السلطة الوطنية الفلسطينية raʾīs al-Sulṭa al-Waṭaniyya al-Filasṭīniyya                                   | Presidente de la Autoridad Nacional Palestina                               |
|         |        | Siria República Árabe Siria                      | رئيس الجمهورية العربية السورية raʾīs al-Jumhūrīyah al-ʻArabīyah as-Sūrīyah                                   | Presidente de la República Árabe Siria                                      |
|         |        | Sudán República del Sudán                        | رئيس مجلس السيادة الإنتقالي جمهورية السودان raʾīs al-Majlis al-Siyadat al-Intaqālī al-Jumhūriyyat as-Sūdān   | Presidente del Consejo de Soberanía de Transición de la República del Sudán |
|         |        | Túnez República Tunecina                         | رئيس الجمهورية التونسية raʾīs el-Jomhūriya it-Tūnisiya                                                       | Presidente de la República Tunecina                                         |
|         |        | Yemen/Yemén República del Yemen                  | رئيس الجمهورية اليمنية raʾīs al-Jumhūrīyah al-Yamanīyah                                                      | Presidente de la República del Yemen                                        |